# Pelomyxa corona
Pelomyxa corona – gatunek pełzaka z rodzaju Pelomyxa należącego do supergrupy Amoebozoa. Występuje na dnie zbiorników wodnych, gdzie żyje razem z roślinami wodnymi.
Kształtu sferycznego z licznymi hialinowymi pseudopodiami, często rozgałęzionymi na końcu. Porusza się przy pomocy lobopodium - pojedynczej szerokiej, płatowatej nibynóżki wytwarzanej na przedzie ciała podczas ruchu. W jądrach stwierdzono ziarnistości. Jądra występują w liczbie od 1 u młodych osobników do 100 u osobników dojrzałych. Jednojądrowe osobniki osiąga wielkość 50 – 70 μm, wielojądrowe  300 – 500 μm. W tylnej części ciała uroid składający się z licznych hialinowych cylindrycznych brodawek.
Gatunek ten został stwierdzony na terenie Rosji.